# One Inch Punch
One Inch Punch war eine US-amerikanische Hip-Hop-Band, die 1995 in Los Angeles gegründet und 1997 aufgelöst wurde.

## Geschichte
One Inch Punch war die direkte Folgeband von The Justin Warfield Supernaut, in der sowohl Gianni Garofalo als auch Justin Warfield vorher spielten und ein Album veröffentlichten. Das einzige Album Tao of the One Inch Punch, von Tim Simenon produziert, gilt auch heute noch als eines der wichtigsten Alben, die den Brückenschlag vom Indie-Pop zum Hip-Hop schlugen. Der Track Metaphysics entstand in Zusammenarbeit mit dem Rapper Mannish. Nach einer Tour, u. a. auch durch Deutschland, wo One Inch Punch recht begeistert aufgenommen wurden, wurde es sehr still um die Band, bis Warfield mit neuen Musikprojekten auftauchte. Der Stil der Band wurde beeinflusst von Supernaut (Vorgängerband), Guided by Voices, Sonic Youth, Beck, Mobb Deep und Wu-Tang-Clan. Sie hatte selber maßgeblichen Einfluss auf die Bands beeinflussten Tape (Folgeband) und She Wants Revenge (Folgeband). Depeche Mode mit der Single Barrel of a Gun und die Band Placebo mit der Single Bruise Pristine brachten jeweils einen One Inch Punch Mix heraus. Der Produzent und DJ Tim Simenon (Bomb the Bass) remixte mit der Single Angela Davis einen Song von One Inch Punch.

## Diskografie
Alben
- 1996: Tao of the One Inch Punch (Hut Recordings/Audio Ink/Virgin Records)[2]

Singles und EPs
- 1996: Secrets of the One Inch Punch (10", Audio Ink/Virgin)
- 1997: If (CD-Single, Audio Ink/Virgin)
- 1997: Angela Davis (CD-Single, Audio Ink/Virgin, 2 verschiedene Versionen)

Kompilationsbeiträge
- 1996: Pretty Piece of Flesh auf Romeo & Juliet (O.S.T.)
- 2004: Gemini auf Die fetten Jahre sind vorbei (O.S.T.)

## Trivia
- Der „One Inch Punch“ ist eine Schlagtechnik des Kung-Fu, die 1964 erstmals von Bruce Lee demonstriert wurde.
- „Orson Welles’ Martians“ bezieht sich auf ein Hörspiel des Regisseurs Orson Welles, der 1938 in einem Radiobeitrag die fiktive Invasion von Marsianern vertonte.
- „Caught the Train back to Shepherd’s Bush“ in Just Enough bezieht sich auf gleichnamigen Distrikt in London, in dem übrigens Roger Daltrey (The Who), Steve Jones (Sex Pistols) und Pete Doherty (The Libertines) aufwuchsen.
- „I Stayed on P.C.H. across from the Motel“ in The Bu - P.C.H. ist eine Abkürzung für die Pacific State Route 1, die u. a. auch an Los Angeles vorbeiführt.
- Angela Davis ist eine amerikanische Bürgerrechtlerin, die sich u. a. für politische Gefangene einsetzt(e). Ihr gelten z. B. auch die Lieder Angela von John Lennon und Sweet Black Angel von den Rolling Stones.
- Es gab eine australische Punk-Band, die auch One Inch Punch hieß, sich aber zu Mid Youth Crisis umbenannte und inzwischen aufgelöst ist.[3]